# Galium papillosum
Galium papillosum là một loài thực vật có hoa trong họ Thiến thảo. Loài này được Lapeyr. mô tả khoa học đầu tiên năm 1813.